# Juan II Comneno
Juan II Comneno (griego: Ίωάννης Βʹ Κομνηνός, Iōannēs II Komnēnos, 13 de septiembre de 1087-8 de abril de 1143) fue emperador bizantino entre 1118 y 1143. También conocido como "Juan el Hermoso" o "Juan el Bueno" (Kaloïōannēs), fue el hijo mayor y sucesor de Alejo I Comneno y de Irene Ducas, y el segundo emperador del periodo conocido como la Restauración Comneno. Juan II fue un monarca pío y dedicado que estaba determinado a deshacer el daño que el Imperio había sufrido desde la Batalla de Manzikert, medio siglo antes. 
En el curso de sus veinticinco años de reinado, Juan se alió con el Sacro Imperio Romano en el oeste, e intervino en los Balcanes aplastando a los restos de los pechenegos (1122), hasta el punto de que dejaron de ser un pueblo independiente. Muchos de ellos, cautivos en el conflicto, se establecieron como soldados-granjeros dentro de las fronteras bizantinas. También derrotó a Hungría y Serbia. Dirigió personalmente numerosas campañas contra los Turcos selyucidas en Asia Menor. Sus campañas cambiaron de manera decisiva el equilibrio de poderes en el este, obligando a los turcos a pasar a la defensiva y recuperando numerosas ciudades y fortalezas para el Imperio, a lo largo de toda la península. En el sudeste, Juan extendió el control bizantino desde el Meandro hasta Cilicia y Tarso. En Oriente logró imponer su autoridad sobre el Principado de Antioquía, y sobre los estratégicos condados de Edesa y Trípoli. Con la idea de demostrar el ideal bizantino del papel del emperador como líder de la Cristiandad, Juan se dirigió a la Siria musulmana a la cabeza de las fuerzas combinadas del Imperio y de los Estados Cruzados. A pesar del gran vigor personal con el que impulsó la campaña, sus esperanzas quedaron en nada ante las evasivas de sus aliados cruzados y su poca disposición para luchar junto a sus fuerzas en el asedio de Shaizar. Menos éxito tuvo en su intervención en las luchas entre pisanos y genoveses, sin lograr ayuda de ninguno para aliviar el dominio veneciano del comercio bizantino. 
Planeaba un nuevo avance hacia Siria y Palestina cuando fue herido mortalmente en un accidente de caza. Hombre enérgico, aunque flexible, dotado de humanitarios sentimientos, fue considerado por sus contemporáneos como el mejor de la dinastía Comneno. Durante su reinado la población del Imperio se recuperó hasta aproximadamente 10 millones de habitantes. Desafortunadamente, el reinado de Juan es menos conocido que el de su padre Alejo I, o su hijo, Manuel I, por la existencia de menos fuentes contemporáneas o cercanas en el tiempo. En particular se conoce poco sobre su gestión y políticas internas.

## Biografía

### Juventud
Juan II Comneno fue el tercer hijo del emperador bizantino Alejo I Comneno, pero el primer varón, de este e Irene Ducaina. De niño tuvo a su lado como amigo de confianza y confidente a un niño turco, de su edad, Juan Axouch, que llegó a Constantinopla como prisionero enviado por los cruzados a su padre. El joven Juan gozaba del amor incondicional de su padre, pero no se podía decir lo mismo de su madre Irene, ni de su hermana Ana Comnena, que en cambio lo despreciaba y desacreditaba con Alejo, esperando que lo eliminara del herencia imperial, para dar paso a Nicéforo Brienio, esposo de Ana. Sin embargo, Alejo I confiaba en su hijo y, en cualquier caso, nunca habría permitido que la dinastía Comnena renunciara voluntariamente al trono de Bizancio.

### Ascenso al trono
En el verano de 1118 Alejo, muy enfermo, sintió que se acercaba la hora de su muerte y ya no pudo mantenerse en pie. Para poder respirar se vio obligado a acostarse, sostenido por una gran almohada. Transportado al palacio de los Mangani, a última hora de la tarde del 15 de agosto de 1118, llamó a su hijo mayor en su presencia. Encomendándole su anillo imperial, ordenó que se le consagrara inmediatamente basileus de los romanos. A toda prisa, Juan se dirigió a la Basílica de Santa Sofía donde, con una ceremonia muy rápida, fue nombrado emperador bizantino por el patriarca Juan IX.
Cuando regresó al palacio, la guardia privada imperial de los varegos, por orden de la basilisa Irene, le impidió entrar. Sin embargo, al ver el anillo imperial, se disculparon y lo dejaron pasar, arrodillándose al pasar.
Irene, ignorando los últimos deseos de su esposo, pidió que el esposo de Ana fuera proclamado emperador. Nicetas Coniata, en sus crónicas nos cuenta que Alejo sonrió y agradeció a Dios porque su esposa no se enteró a tiempo de la coronación de Juan. Murió pocas horas después, sabiendo que su hijo daría una gran estabilidad al Imperio Bizantino. Fue enterrado en el monasterio dedicado a Cristo Filántropo, pero el nuevo basileus no asistió al funeral por temor a un atentado contra su vida.

### Atentados de Ana Comneno
A lo largo de su vida, Ana Comnena, la hija mayor de Alejo, se habría opuesto a Juan. Su odio inicial nació del hecho de que a los cinco años estaba comprometida con el hijo de Miguel VII Ducas, Constantino y, en teoría, se convertiría así en la futura basilisa. Constantino, sin embargo, murió siendo un niño, y luego se comprometió con Nicéforo Brienio, hijo del Nicéforo que veinte años antes había tratado de apoderarse del trono de Bizancio y que en 1111 fue nombrado César por Alejo I.
Sin embargo, Ana nunca renunció a apoderarse del trono, ni siquiera después de la muerte de su padre y, de hecho, el día del funeral envió asesinos para asesinar a su hermano. Estos, sin embargo, fracasaron en su intento y fueron asesinados por varios guardias.
Más decidida que nunca, organizó otra conspiración, pero su marido, por miedo, no participó en ella, sin embargo ella actuó en compañía de otros conspiradores. Ella falló una vez más: los guardias varegos frustraron el ataque nuevamente y la encarcelaron junto con sus secuaces.
A pesar de todo, Juan se mostró misericordioso: Nicéforo Brienio no recibió ninguna sentencia y él, agradecido, le sirvió lealmente hasta su muerte en 1136. A su hermana, desterrada de la corte, se le confiscaron todas las tierras y bienes. Humillada y abandonada por todos, se convirtió en monja. El resto de su vida se dedicó a la biografía de su padre (la famosa Alexiada).

### Inicios
Durante su reinado el basileus también tuvo otro apodo (además del moro, que duró poco tiempo), que se hizo mucho más popular, a saber, el Bello; no por su apariencia, sino por su carácter. De hecho, Juan no soportaba a las personas que no eran serias y no toleraba demasiados lujos. Por eso fue amado en el Imperio Bizantino del siglo XII. Fue apreciado no solo porque a menudo distribuía obsequios a la gente, sino también porque no era un hipócrita, creía sinceramente en los valores de la religión ortodoxa, era un juez recto y misericordioso; estas cualidades son bastante raras para un hombre de poder.
Por lo general, no elegía a sus consejeros entre su familia y el más confiable entre ellos era Axouch, su amigo de la infancia, quien fue nombrado Gran doméstico (es decir, comandante del ejército imperial).
Como era tradición familiar, tenía alma de soldado. El tío abuelo, el padre y posteriormente también el hijo estaban activos en los asuntos militares, pero mientras su padre se limitó a mantener una actitud defensiva, Juan asumió una más marcadamente ofensiva: su sueño era reconquistar todas las tierras del Imperio, en ese momento todavía en manos de los musulmanes, y restaurar el imperio a su antigua gloria. Sus súbditos pensaban que su vida era solo una campaña militar prolongada: en sus veintidós años de gobierno pasó más tiempo con el ejército que en la corte.
Pronto demostró grandes cualidades y fue el prototipo del emperador soldado, valiente, atrevido y de total integridad moral. Fue considerado por sus súbditos como el más grande de los Comnenos y también como el Marco Aurelio de Constantinopla. Pero las fuentes históricas y en particular los escritos de los historiadores Juan Cinnamo y Nicetas Coniata, como los del poeta Teodoro Prodromo, carecen esencialmente de objetividad. Los historiadores modernos lo consideran con mucha mayor cautela, considerando que sus resultados son ineficaces.

### I campaña en Asia Menor
Los estados europeos, en ese momento, no representaban una amenaza real ya que a menudo estaban en conflicto entre sí. Gracias a esta contingencia, el Emperador pudo concentrar las fuerzas del Imperio Bizantino para lanzarlas a la reconquista de Asia Menor: en la península tenía control sobre las costas norte, oeste y sur hasta el río Meandro, pero la ciudad de Antalya solo era accesible por mar. Quería hacer esta expedición contra los turcos, no solo para ampliar los territorios del imperio, sino también porque los turcos habían violado el tratado de paz que habían firmado con su padre.
En 1119 desembarco en Asia Menor al frente de un gran ejército, atacó a los turcos selyúcidas sin dudarlo, derrotándolos varias veces, logrando repelerlos más allá del río Meandro, luego conquistando Laodicea, luego reconquistaron Attalia y, en 1120, sitiaron y anexaron Sozopolis para el imperio. A finales de otoño, junto con Axouch, regresó triunfalmente a Constantinopla.

### Guerra en las fronteras europeas
Juan no tuvo que temer amenazas particulares de la Europa cristiana y esto le permitió fortalecer las fronteras del Imperio. De hecho, un grave peligro acechaba a las puertas: los Pechenegos se habían rebelado y habían devastado Macedonia y Tracia. El emperador, habiendo reunido al ejército, los derrotó hábilmente en una guerra relámpago, en agosto de 1122 cerca de Stara Zagora.  Muchos pechenegos fueron deportados como colonos y otros fueron colocados en el ejército bizantino.
Unos años más tarde intervino contra los serbios de Rascia, quienes fueron derrotados, junto con los dálmatas y croatas, y obligados a reconocer la autoridad bizantina.
Entre 1124 y 1128, también luchó con éxito contra los húngaros,  aunque Juan se había casado con una hija (Piroska, más tarde llamada Irene) del rey Ladislao.

### Guerra con Venecia
En 1122 la república de Venecia declaró la guerra al Imperio Bizantino. El motivo del conflicto fue la falta de reconocimiento a los venecianos de las concesiones de exención de deberes, previamente hechas por su padre Alejo I. Cuando el dux Domenico Michele pidió la reconfirmación de estos derechos, Juan respondió con un claro rechazo.
La guerra era inevitable y el 8 de agosto de 1122, 71 buques de guerra al mando del Dogo zarparon del Puerto de Venecia y se dirigieron a Corfú. La ciudad estuvo sitiada durante seis meses, pero sin resultados apreciables. Al darse cuenta de que no podían conquistarla, los venecianos se dirigieron a las islas del Egeo. En tres años conquistaron Rodas, Quíos, Samos, Lesbos y Andros. No satisfechos, se dirigieron a Cefalonia, pero Juan envió a sus embajadores a reunirse con ellos prometiéndoles el reconocimiento de sus privilegios pasados con la condición de que devolvieran las islas que habían conquistado al Imperio bizantino y proporcionaran ayuda marítima para una futura campaña bizantina contra los turcos. Venecia aceptó, evitando así la continuación de una guerra costosa y peligrosa.
Sin embargo, el emperador alentó e incrementó el comercio con Pisa y Génova para contrarrestar el monopolio veneciano en el Mediterráneo.

### II campaña en Asia Menor
Entre 1130 y 1135, con un gran ejército, desembarcó de nuevo en Asia Menor y dirigió cinco campañas sucesivas contra el emir turco Ghazi ibn Danishmend, que se había convertido en señor de gran parte de Asia Menor. Las cinco campañas salieron victoriosas y por esta razón, en 1133, a su regreso a Constantinopla, se organizó un triunfo digno del antiguo Imperio Romano, excepto que el carro con los cuatro caballos blancos que llevaba al Emperador no estaba decorado con oro sino con plata. Esta elección se hizo por razones económicas contingentes, pero las decoraciones que se exhiben en la ciudad hacen referencia a la magnificencia romana: las calles eran un derroche de telas (damasco y brocado) y se exhibían preciosas alfombras en las ventanas. Se montaron escalones para acceder a las murallas teodosianas, hasta Santa Sofía, por donde pasaría la procesión, y en el momento de la fiesta, los escalones se llenaron de gente que vitoreaba. El Emperador caminaba con orgullo por las calles de la ciudad, sosteniendo en su mano derecha el icono sagrado de la Virgen, que había llevado consigo en todas sus campañas, mientras con su mano izquierda levantaba una cruz.
Al año siguiente regresó a Asia Menor y dirigió otra campaña victoriosa, coronada por la muerte del propio emir Ghāzī; en los primeros meses de 1135 regresó a Constantinopla.
En apenas cinco años había reconquistado buena parte de Asia Menor, con los territorios perdidos por Bizancio desde hacía un siglo. Juan no tenía más rivales; en Europa la situación estaba en calma y se acababa de infligir una amarga derrota a los turcos. Así pudo prepararse para recuperar los territorios que consideraba de derecho bizantino, aunque sometidos al poder cruzado: el reino armenio de Cilicia y el principado normando de Antioquía, fundado por Bohemundo I de Antioquía.

### Fin de la amenaza siciliana
En 1130, Juan no apreció la llegada al trono de Sicilia de Roger II. De hecho, el nuevo rey podría reclamar derechos sobre Antioquía y ser el futuro rey de Jerusalén.
El emperador también sabía que Roger tenía objetivos en el trono de Constantinopla, por lo que le pagó al emperador Lotario II de Alemania para hacer la guerra a los sicilianos. Lotario también aceptó porque de esta manera habría tenido la oportunidad de realizar una lucrativa campaña militar contra el reino de Sicilia con el dinero del Imperio Bizantino.

### Guerra contra los Estados cruzados
Cuando desapareció el peligro potencial del reino de Sicilia desde el horizonte bizantino, su atención se centró en los estados cruzados de Siria y Palestina. Las operaciones comenzaron en 1137: Juan se dirigió al reino armenio al frente de un gran ejército, listo para emprender la batalla.  Esta vez sus tropas no solo estaban formadas por soldados bizantinos profesionales, sino también por varias unidades aliadas, incluida una de Pechenegos, una de turcos y una de armenios, todas hostiles a la Dinastía rubénida.
En poco tiempo, el ejército bizantino conquistó las ciudades de Adana, Tarso y poco después casi toda Cilicia. León, rey de la Pequeña Armenia, se retiró a las montes Tauro con sus dos hijos, dejando así de ser una amenaza para los bizantinos. El emperador inició entonces el avance hacia el principado de Antioquía, conquistando en poco tiempo Issus y luego Alejandreta, llegando a desplegar su ejército a las puertas de Antioquía, luego comenzando con los trabuquetes a lanzar grandes rocas contra la ciudad.
Raimundo de Poitiers, príncipe de Antioquía, envió un emisario a Juan pidiéndole que lo nombrara vicario imperial a cambio de someterse a su autoridad. Juan no aceptó e impuso una rendición incondicional. Raimondo respondió que no podía entregar la ciudad sin antes pedir el consentimiento del rey de Jerusalén Fulco V de Anjou, quien -para asombro de quienes no recordaran (o no quisieron recordar) el juramento de vasallaje hecho por Bohemundo de Tarento a Alejo I- respondió que Antioquía era históricamente parte del Imperio Bizantino y, por lo tanto, su Emperador tenía derecho a recuperarla.
El 29 de agosto de 1137, Antioquía se rindió a Juan; sin creer en su carácter, evitó el derramamiento de sangre, impidiendo que sus soldados atacaran. Raimondo entregó las llaves de la ciudad después de haber obtenido la promesa de recibir como feudos las ciudades que el ejército bizantino, con la ayuda de las fuerzas cruzadas, había logrado conquistar, a saber, Alepo, Shayzar, Emesa y Hama. Además, el patriarca latino de Antioquía fue reemplazado por uno ortodoxo.

### Guerra contra los musulmanes
Después de este éxito, al frente de su ejército, se dirigió de regreso a la Pequeña Armenia, donde en muy poco tiempo capturó a todos los príncipes armenios y luego los transportó a las prisiones de Constantinopla.
Todavía no se sentía preparado para invadir Siria y ordenó a sus vasallos cruzados que se unieran a sus ejércitos. En marzo de 1138 llegó a Antioquía, donde estaban apostados dos contingentes de templarios, uno comandado por Raimondo y el otro por Joscelin de Courtenay, conde de Edesa.  Juan no tenía una confianza especial en los dos, dada la escasa simpatía que siempre habían mostrado hacia el imperio.

#### Asedio de Shayzar
La campaña contra los musulmanes comenzó con éxitos de los bizantinos, que lograron conquistar pequeñas ciudades fortificadas, a decir: Bizaa, Athareb, Kafartaba, Maarat al-Numan y Zardana, lo que permitió restablecer un limes adecuado para contender con las fuerzas de la Dinastía Zénguida de Mosul. Juan prefirió evitar el enfrentamiento con la ciudad de Alepo, en manos de los Zanguíes, difícil de conquistar sin causar pérdidas indudables en las filas de su ejército, esperando poder conquistar las ciudades de los alrededores para dejar Alepo aislada. Así es que se dirigió a la ciudad-fortaleza de Shayzar, que controlaba el valle del Orontes (ahora Nahr al-'Asī),.
Juan hizo rodear la ciudadela y dio la orden a su ejército de comenzar el asedio, pero mientras la batalla se libraba, lo que más temía ocurrió de inmediato: ni Raimondo, ni Joscelin, quisieron pelear junto a él por razones triviales de celos y odio tácito hacia él.
Cuando llegó la noticia de que Zengi, Atabeg de Mosul, se acercaba, no le quedaba más que levantar el asedio y limpiar el terreno, entre otras cosas por miedo a perder sus pesados trabuquetes, tan imprescindibles en los asedios. Fortuna quería que, antes de dar la orden de retirada, el señor musulmán de Shayzar (que no sabía de la inminente llegada de Zengi) ofreciera la paz a Juan, resignándose a que la ciudad se convirtiera en tributaria del Imperio Bizantino, y también garantizando a Juan la restitución de la cruz perdida por Romano IV Diógenes en Manzikert en 1071. El emperador aceptó e inmediatamente regreso a Antioquía, evitando con cautela chocar con el ejército enemigo que se aproximaba.

#### Estadía en Antioquía
Entró triunfalmente en la ciudad, decorada festivamente, y convocó a sus vasallos latinos a quienes proclamó la necesidad de continuar la guerra contra los árabes. A partir de entonces, la planificación de todas las campañas militares se realizó en Antioquía.
Ordenó a Raimondo ceder la ciudad al Imperio Bizantino y las crónicas de la época, aunque no informan de la reacción de Raimondo a este pedido, dicen que Joscelin tranquilizó al Emperador sobre la llegada a la ciudad de todos los barones latinos, incluido Raimondo, para discutir todo el tema juntos.
Cuando se produjo este encuentro, Joscelin propuso a Raimondo difundir en la ciudad el (falso) rumor según el cual el emperador pretendía expulsar a todos los latinos y que por ello era necesario atacarlo de inmediato para pillarlo desprevenido.
Pronto estalló el motín y Joscelin regresó al palacio fingiendo haber escapado del linchamiento por milagro. Juan entendió que las cosas iban mal: su ejército estaba a dos kilómetros de Antioquía y su vida corría peligro. Por tanto, se contentó con la renovación del juramento de todos los barones latinos y emprendió el camino de regreso. Mientras viajaba a Constantinopla, luchó contra los turcos, que habían invadido nuevamente los territorios bizantinos y los habían saqueado. Finalmente, hacia fines de la primavera de 1139, el emperador había regresado a casa después de tres años de guerra.

### Relaciones con la Iglesia Católica
Después del cisma de 1054 debido a la excomunión del patriarca griego Miguel Cerulario, varios papas intentaron reconectarse con la Iglesia bizantina. Una carta solemne, escrita por Basileus al Papa Inocencio II en abril de 1143, muestra cuán ansioso estaba Juan II por lograr la unidad entre las dos Iglesias.
De acuerdo con el emperador, los pastores y teólogos bizantinos mostraron su voluntad de reexaminar temas controvertidos con la Iglesia romana, en un ambiente de mayor apertura y con espíritu de reconciliación. El diálogo entre las dos iglesias también se vio favorecido por el hecho de que Bizancio, en ese momento, debido a su feliz posición geográfica ubicada entre Oriente y Occidente, se había convertido en la encrucijada del comercio y el tráfico que interesaba a varios estados y regiones de Europa.
Los fieles cristianos, tanto de rito latino como griego, se encontraron y conversaron entre sí sin hostilidad, incluso con respeto mutuo y, según los historiadores, el reinado de Juan II Comneno también se caracterizó por el surgimiento de fundamentos religiosos.
La carta, escrita primero en griego y luego en latín, lleva la firma autógrafa del emperador.

### Última campaña y muerte
Después de solo cuatro años, todas las conquistas hechas en Siria por Juan se habían visto frustradas y los cruzados habían perdido nuevamente el control de los territorios del norte de Outremer, sufriendo la reacción de los musulmanes.
Luego tuvo que partir nuevamente, en la primavera de 1142, para defender los territorios conquistados, acompañado de sus cuatro hijos. Previo a esto, firmó un nuevo tratado con el Emperador del Sacro Imperio, por el cual se comprometía a casar a su cuarto hijo Manuel con Bertha de Sulzbach, asegurando así una alianza con el fin de evitar un posible ataque del Rey de Sicilia sobre territorio imperial; asimismo estableció acuerdos con las repúblicas de Génova y Venecia por los cuales estas se avenían a desplegar sus flotas con el fin de destruir cualquier flota siciliana hostil. Hecho esto, puso rumbo hacia el sur, hacia el puerto de Attalia, sin embargo, cuando su heredero al trono llegó a la ciudad, Alejo murió de una fiebre repentina el 2 de agosto. Ordenó a su segundo hijo Andrónico y a su tercer hijo Isaac que llevaran el cuerpo de su hermano a Constantinopla, para darle un entierro adecuado. Durante el viaje, sin embargo, Andrónico también murió de la misma enfermedad que había afectado a Alejo. Cuando la noticia llegó a Juan, su dolor fue insoportable: había perdido a dos hijos en unos pocos días.
No obstante, decidió continuar la campaña por el bien del imperio, llegado a la fortaleza templaría de Bagras, desde donde envió emisarios ordenando su rendición. Raimondo se encontró en una situación difícil porque si hubiera entregado la ciudad al Emperador, su esposa Constanza lo habría destronado, mientras que la otra posibilidad era la guerra. Mientras tanto, llegó el invierno y Juan decidió regresar a Cilicia para reanudar la ofensiva en la primavera, ya que el asedio de Antioquía podría durar mucho tiempo.
En marzo de 1143, en un banal viaje de caza, el emperador fue herido por una flecha. Sintiendo que la muerte estaba cerca, el 5 de abril, Domingo de Resurrección, reunió a sus consejeros alrededor de su cama y les informó que su heredero al trono no sería su tercer hijo Isaac, sino su cuarto hijo Manuel.

«Por tanto, recibe al muchacho [Manuel] como un señor ungido por Dios y como gobernante por mi decisión. [...] Manuel emperador de los romanos".
(Juan II Comneno)

Luego se quitó la corona de la cabeza y la colocó sobre la cabeza de Manuel. Murió tres días después y Manuel se encargó de su entierro. Su cuerpo fue transportado a Constantinopla por el nuevo emperador y su hijo, Manuel I, quien lo enterró junto a sus dos hermanos muertos.
Juan II Comneno había sido un gran emperador y había devuelto fuerzas al imperio de Oriente. Su inesperada muerte a la edad de cincuenta y tres años bloqueó el impulso bizantino hacia el Este, impidiendo que Anatolia volviera a la soberanía del Imperio Bizantino.